# Game of Thrones
Game of Thrones is een Amerikaanse fantasy-televisieserie die werd uitgezonden op de televisiezender HBO. Het is gebaseerd op de boeken uit de serie Het lied van ijs en vuur van de Amerikaanse schrijver George R.R. Martin. De serie liep van 17 april 2011 tot 19 mei 2019.
Het verhaal van Game of Thrones speelt zich af in een mythische wereld, vooral in de Zeven Koninkrijken op het westelijke continent Westeros, maar ook in het uiterste noorden van Westeros en op het oostelijke continent Essos.

## Synopsis
Op het continent Westeros regeert koning Robert Baratheon al meer dan zeventien jaar lang over de Zeven Koninkrijken, na zijn opstand tegen koning Aerys II Targaryen "De Krankzinnige". Als zijn adviseur Jon Arryn wordt vermoord, vraagt hij zijn oude vriend Eddard Stark, de Heer van Winterfell en Landvoogd van het Noorden, om diens plaats in te nemen. Eddard gaat met tegenzin akkoord, en trekt met zijn twee dochters, Sansa en Arya (Maisie Williams), naar de hoofdstad in het zuiden. Vlak voor hun vertrek wordt een van zijn jongste zonen, Bran Stark, uit een van de torens van Winterfell geduwd, na getuige te zijn geweest van de incestueuze affaire tussen koningin Cersei en haar tweelingbroer, Jaime Lannister.
In het noorden bereidt Eddard Starks bastaardzoon Jon Snow zich voor om lid te worden van de Nachtwacht, een broederschap die Westeros al meer dan 8.000 jaar beschermt tegen de gevaren aan de andere kant van de Muur, een gigantisch bouwwerk van ijs, steen en magie, dat de noordelijke grens van de Zeven Koninkrijken vormt. Zorgwekkender dan de zogenaamde wildlingen, is de terugkeer van een oud ras van legendarische wezens, Witte Lopers genaamd.
Op het oostelijke continent Essos bereidt de in ballingschap levende erfgenaam van Aerys II, Viserys Targaryen, zich voor om de kroon terug te winnen. Hij huwelijkt zijn jongere zus, prinses Daenerys, uit aan Khal Drogo, krijgsheer van de Dothraki's, om de beschikking te krijgen over een machtige horde nomadische ruiters, waarmee hij hoopt de Zeven Koninkrijken terug te kunnen veroveren. Wanneer hij sterft neemt Daenerys deze taak op zich, geholpen door drie draken.

## Afleveringen

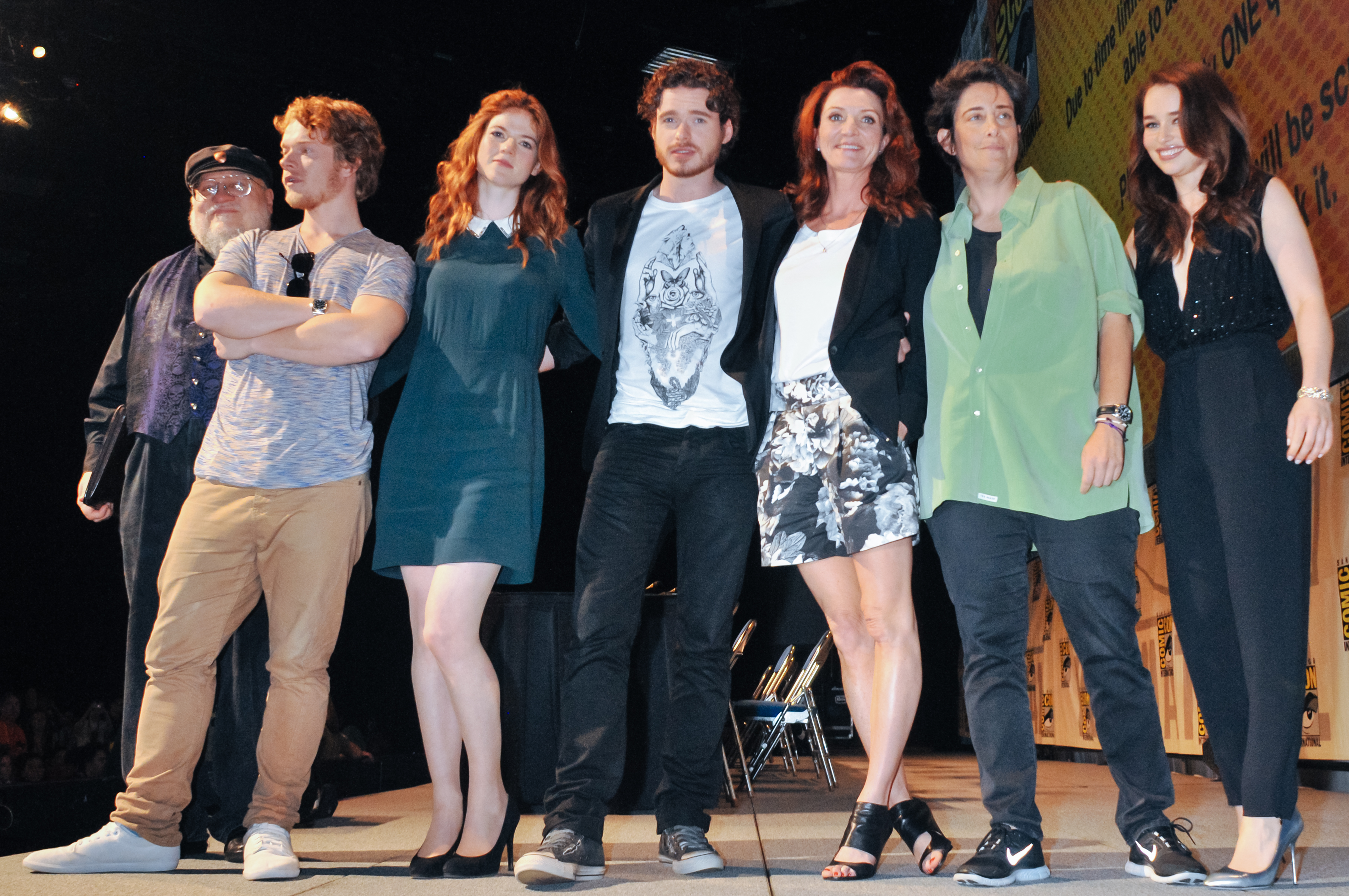
Castleden van Game of Thrones op Comic-Con in 2012.

| Seizoen | Aantal afleveringen | Originele uitzenddatum          |  |
| ------- | ------------------- | ------------------------------- |  |
| 1       | 10                  | 17 april 2011 – 19 juni 2011    |  |
| 2       | 10                  | 1 april 2012 – 3 juni 2012      |  |
| 3       | 10                  | 31 maart 2013 – 9 juni 2013     |  |
| 4       | 10                  | 6 april 2014 – 15 juni 2014     |  |
| 5       | 10                  | 12 april 2015 – 14 juni 2015    |  |
| 6       | 10                  | 24 april 2016 – 26 juni 2016    |  |
| 7       | 7                   | 16 juli 2017 – 27 augustus 2017 |  |
| 8       | 6                   | 14 april 2019 – 19 mei 2019     |  |

## Seizoenen

### Eerste seizoen
Het eerste seizoen omvat de verhalen uit het boek Het spel der tronen, de eerste binnen de serie van Het lied van ijs en vuur. Daarnaast bevat de laatste aflevering ook enkele scènes uit het tweede boek, De strijd der koningen. In Nederland werd seizoen 1 vanaf februari 2012 op HBO NL uitgezonden, in België werd de serie uitgezonden door Prime. Sinds 2 september 2012 werd het eerste seizoen op RTL 4 uitgezonden, maar wegens tegenvallende kijkcijfers werd dit niet gecontinueerd. In Vlaanderen was het eerste seizoen van Game of Thrones sinds 21 oktober 2012 op 2BE te bekijken.

### Tweede seizoen
Meteen al na de uitzending van de eerste aflevering van het eerste seizoen werd besloten dat er een tweede zou komen, gebaseerd op het tweede boek in de serie, De strijd der koningen. De laatste afleveringen van het seizoen bevatten daarnaast ook materiaal uit het derde boek, Een storm van zwaarden De scenario's zouden net zoals eerder verzorgd worden door D.B. Weiss en David Benioff. Vanaf het tweede seizoen speelt de Nederlandse actrice Carice van Houten de rol van Melisandre. Het tweede seizoen dat op 1 april 2012 in Amerika begon, werd vanaf 16 april 2012 uitgezonden op HBO NL en in België werd de serie uitgezonden door Prime.

### Derde seizoen
Op 15 maart 2012, na twee uitzendingen van seizoen 2, kondigde HBO aan dat er een derde seizoen kwam van de serie. Het is gebaseerd op de eerste helft van het derde boek uit de serie, Een storm van zwaarden. Daarnaast komen ook stukken uit het tweede boek, De strijd der koningen, voor in het derde seizoen en is de verhaallijn van Theon Greyjoy gebaseerd op materiaal uit het vijfde boek, Een dans met draken. De productie begon in juli 2012 en werd gefilmd in Noord-Ierland, IJsland, Kroatië en Marokko. Via social media kondigde HBO aan het derde seizoen vanaf 1 april 2013 in Nederland te uitzenden. In Vlaanderen werd het derde seizoen uitgezonden op Prime.
Gary Lightbody van de band Snow Patrol, Will Champion van Coldplay, en Burn Gorman zijn in dit seizoen gecast in cameorollen.

### Vierde seizoen
Op 2 april 2013, twee dagen na de eerste aflevering van het derde seizoen, maakte HBO bekend dat de serie een vierde seizoen krijgt dat gebaseerd zal zijn op de tweede helft van het derde boek uit de serie, Een storm van zwaarden. Daarnaast is seizoen 4 ook gebaseerd op delen van het vierde boek, Een feestmaal voor kraaien, het vijfde boek, Een dans met draken, en - het nog ongepubliceerde - zesde boek, De winden des winters. Het vierde seizoen werd vanaf 7 april 2014 door HBO in Nederland uitgezonden, een dag na de Amerikaanse première.

### Vijfde en zesde seizoen
Op 8 april 2014, twee dagen na de eerste aflevering van het vierde seizoen, maakte HBO bekend dat de serie een vijfde en een zesde seizoen krijgt. Het vijfde seizoen zal gebaseerd zijn op materiaal uit het derde boek (Een storm van zwaarden), het vierde boek (Een feestmaal voor kraaien), het vijfde boek (Een dans met draken), en het zesde boek (De winden des winters). Michiel Huisman en Nathalie Emmanuel promoveerden in het vijfde seizoen tot hoofdrolspelers. Het is nog onbekend op welke boeken het zesde seizoen gebaseerd zal zijn.

### Seizoen 7 en 8
Regisseurs David Benioff en D.B. Weiss hadden aangegeven dat om de hele serie te verfilmen er mogelijk acht of negen seizoenen nodig zouden zijn. Acteurs Peter Dinklage en Liam Cunningham hebben contracten getekend om respectievelijk tot seizoen 7 en 8 mee te spelen. Ook Carice van Houten had laten weten dat ze haar rol als Melisandre voor meerdere seizoenen zou spelen. Zij speelde Melisandre ook in seizoen 2 tot en met 8.
In Nederland waren de nieuwe afleveringen van Game of Thrones sinds 2017 alleen te zien bij Ziggo. Seizoen 8, het laatste seizoen van de serie, begon op 15 april 2019, een dag na de première in Amerika. Het slotseizoen telde zes afleveringen. Elke maandag verscheen er een nieuwe aflevering.

## Productie

### Opnames

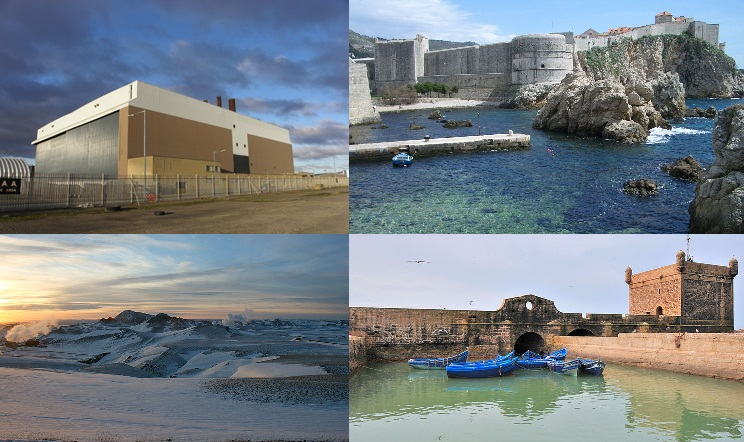
Filmlocaties van het derde seizoen van de televisieserie: Noord-Ierland, Kroatië, IJsland en Marokko.

Opnames voor Game of Thrones vinden plaats op diverse locaties in Europa en daarbuiten. Omdat er meerdere verhaallijnen zijn die zich op verschillende continenten en in verschillende klimaten afspelen moeten ook verschillende locaties gebruikt worden. De meeste scènes die zich binnen afspelen worden opgenomen in The Paint Hall, een filmstudio in Belfast, Noord-Ierland. Ook veel scènes die zich in het noorden en midden van Westeros afspelen (o.a. Pyke, de Rivierlanden en Winterfell) worden op locaties in Noord-Ierland opgenomen, bijvoorbeeld in de buurt van de touwbrug van Carrick-a-Rede of in de Mourne Mountains.
Het mediterrane landschap en de grootste gebouwen van King's Landing zijn opgenomen in Malta en Kroatië. Zo zijn Fort Sint-Angelo, San Anton Palace en Verdala Palace in Malta gebruikt en zijn andere scènes opgenomen in Dubrovnik en in het arboretum van Trsteno in Kroatië. De verhaallijn die zich afspeelt ten noorden van de muur wordt opgenomen op diverse locaties in IJsland. Zo zijn het meer Mývatn en de grot Grjótagjá in het noorden van IJsland gebruikt, is er opgenomen in de buurt van Skaftafell in het zuiden van IJsland en bij de Snæfellsjökullvulkaan in het westen van het het eiland. Het continent Essos, waar de verhaallijn rond Daenerys Targaryen zich afspeelt, wordt vertegenwoordigd door Marokko. Zo beeldde Essaouira Astapor uit en werd de middeleeuwse berberstad Aït-Ben-Haddou gebruikt als locatie voor Yunkai.
Ten behoeve van de serie werd de taal van de Dothraki uitgewerkt door de Amerikaanse taalkundige David J. Peterson.

### Muziek
De muziek voor Game of Thrones wordt gecomponeerd door de Duitse componist Ramin Djawadi en uitgegeven door Varèse Sarabande. De soundtrack is instrumentaal en vooral de Main Title, het nummer dat tijdens de opening van elke aflevering gespeeld wordt, is bekend en is ook vele malen gecoverd.
Enkele liederen die in de boeken genoemd worden, zijn ook daadwerkelijk geschreven en uitgevoerd voor de televisieserie. The Rains of Castamere werd geschreven en gespeeld door de Amerikaanse indierockband The National tijdens het tweede seizoen en The Bear and the Maiden Fair werd geschreven door de Amerikaanse indierockband The Hold Steady en tijdens het derde seizoen ook gezongen door personages in de serie. Tijdens deze laatste scène had Gary Lightbody, de zanger van Snow Patrol, een cameo-optreden.
In het achtste seizoen wordt het lied Jenny of Oldstones gezongen door het personage Podrick Payne. Tijdens de aftiteling wordt de versie van Florence and the Machine gespeeld. Het lied is gebaseerd op Jenny's Song uit de boekenreeks. Het begin van het lied verschijnt in het derde boek, Een storm van zwaarden, de rest van de tekst werd geschreven door Bryan Cogman. Ramin Djawadi schreef de muziek voor de versie in de serie.

## Recensies en kritieken
| Seizoen | Beoordeling        | Beoordeling       |
| Seizoen | Rotten Tomatoes    | Metacritic        |
| ------- | ------------------ | ----------------- |
| 1       | 89% (33 recensies) | 80 (28 recensies) |
| 2       | 96% (33 recensies) | 90 (26 recensies) |
| 3       | 97% (42 recensies) | 91 (25 recensies) |
| 4       | 97% (42 recensies) | 94 (29 recensies) |
| 5       | 95% (52 recensies) | 91 (29 recensies) |
| 6       | 96% (29 recensies) | 73 (9 recensies)  |
| 7       | 94% (38 recensies) | 77 (12 recensies) |

Al voor de première van de serie Game of Thrones keken de fans naar de serie uit. Na het eerste seizoen waren de kritieken ook erg goed. Op Rotten Tomatoes scoort het eerste seizoen een rating van 89% en de Writers Guild of America plaatste de serie zelf op de veertigste plek in hun lijst van de 101 best geschreven televisieseries. Ook in Nederland ontving de serie lovende kritieken. Moviescene waardeerde de serie met 4,5 ster en noemt het een "serie die wat schaal en prestatie betreft Lord of the Rings naar de kroon kan steken". de Volkskrant noemde het eerste seizoen zelfs "meer dan knap gemaakt amusement".

### "Sexposition"
In 2011 kwam blogger en criticus Myles McNutt met het neologisme "sexposition" om bepaalde scènes in Game of Thrones te beschrijven. Het woord is een samentrekking van de woorden "sex" en "exposition" en is een reactie op de vele expositiescènes in Game of Thrones waarbij op de achtergrond seks en naaktheid te zien zijn. Personages leggen hun motieven en plannen uit terwijl ze zich bevinden in een bordeel en terwijl ze seks hebben met een prostituee of kijken naar prostituees die seksuele handelingen met zichzelf of een derde uitvoeren. Het Amerikaanse televisieprogramma Saturday Night Live maakte ook een sketch waarin een dertienjarige jongen, gespeeld door Andy Samberg, als "creatief adviseur" van de serie de schrijver aanspoort om meer borsten in de serie te schrijven.

### Belichting
De belichting, of het gebrek aan licht in de donkere scènes, was reeds vanaf het begin van de serie een vaak terugkerend punt van kritiek. De kritiek bereikte een hoogtepunt tijdens de uitzending van de Battle of Winterfell in aflevering 3 van het achtste seizoen. Al van bij het begin van de aflevering uitten kijkers massaal hun ongenoeg op social media sites zoals Twitter over het feit dat ze nauwelijks iets konden zien.

## Game
Tijdens de VGX-show van Spike op 7 december 2013 werd een videogame gebaseerd op de televisieserie van Game of Thrones aangekondigd.

## Spin-off
In 2017 werd bekendgemaakt dat er vier mogelijke reeksen in ontwikkeling zijn en dat een spin-off reeks pas gerealiseerd zal worden na afloop van de Game of Thrones-reeks. George R.R. Martin kondigde in een blogpost aan dat de spin-off reeks sowieso een prequel zal worden, die niet zal gaan over de personages uit Game of Thrones. Ook bevestigde Martin dat, in tegenstelling tot de berichten uit 2013, er in de nabije toekomst geen serie komt over de Verhalen van Dunk en Ei, aangezien hij nog meer boeken in deze reeks wil uitbrengen en niet wil dat zoals bij Game of Thrones de reeks de boeken inhaalt. Ook Robert's Rebellion behoort niet tot de in de ontwikkeling zijnde reeksen. Op 29 oktober 2019 werd bekendgemaakt dat een eerste seizoen van House of the Dragon, over het huis Targaryen, is besteld. De serie telt 10 afleveringen en is in september 2022 in première gegaan op HBO Max.